# Hyalurgus flavipes
Hyalurgus flavipes är en tvåvingeart som beskrevs av Chao och Shi 1980. Hyalurgus flavipes ingår i släktet Hyalurgus och familjen parasitflugor. Inga underarter finns listade i Catalogue of Life.